# Muhitdin Qoriyoqubov
Muhitdin Qoriyoqubov (Muchitdin Kari-Jakubow, russisch Мухитдин Кари-Якубов, wiss. Transliteration Muchitdin Kari-Jakubov, * 1. Mai 1896, Fargʻona; † 2. Februar 1957, Taschkent) war ein usbekisch-sowjetischer Theatermacher, Sänger (Bariton) und einer der Begründer des usbekischen Musiktheaters.

## Leben
Muhitdin Qoriyoqubov wurde in einer Familie mit 4 Kindern geboren. Zusammen mit Hamza Hakimzoda Niyoziy nahm er 1918 an der Gründung einer „dramatischen Truppe muslimischer Jugend“ teil.
Er begann seine Bühnentätigkeit mit der Gründung des Volksbläserorchesters von Fargʻona 1919, mit dem er in den Jahren 1919–1921 an Standorten der Roten Armee an der turkestanischen Front auftrat. In den Aufführungen der „Politischen Truppe“ von Niyoziy trat er als dramatischer Schauspieler auf. 1922–1924 studierte er an der Vokalabteilung de Russischen Akademie für Theaterkunst. 1925 spielte er usbekische Volkslieder auf der Weltausstellung in Paris und in der Schuberthalle in Berlin. 
Er war an der Gründung von Musiktheatern in Taschkent, Andijon und Qoʻqon beteiligt. 1926 organisierte er ein konzert-ethnographisches Ensemble. Auf dessen Basis gründete er 1926 das Usbekische Musiktheater, das 1929 staatlichen Status erhielt und dessen künstlerischer Leiter er von 1929 bis 1932 war.
Im Jahr 1934 begründete er ein usbekisches Opernstudio am Moskauer Konservatorium, das mit der Zeit zum Theater der Nationaloper und des Balletts wurde. In den beiden Jahren der Leitung des Opernstudios Kari-Jakubov erhielten Dutzende von jungen talentierten Menschen aus dem Hinterland Usbekistans, die später zu Stars wurden, eine Berufsausbildung bei den besten Meistern der Theater- und Musikkunst. Von 1929 bis 1939 und von 1946 bis 1950 arbeitete er als Direktor der Usbekischen Philharmonie und ab 1932 war er ihr künstlerischer Leiter. 1939 bis 1947 war er Solist des Usbekischen Opern- und Balletttheaters. Nach 1947 wurde er unterdrückt und konnte erst ab 1955 wieder frei arbeiten. Seit Januar 1956 war er wieder Solist in der Philharmonie. Später wurde er ins Varietétheater eingeladen, wo er Volkslieder, Arien aus Opern und Romanzen aufführte. Im Januar 1957 erlitt er bei einem Unfall einen Oberschenkelhalsbruch.
Er starb zwei Wochen später am 2. Februar 1957. Er wurde in Taschkent auf dem Chagatai-Friedhof begraben.

## Ehrungen
- Volkskünstler der usbekischen SSR (1936).